# Metropolregion Cleveland

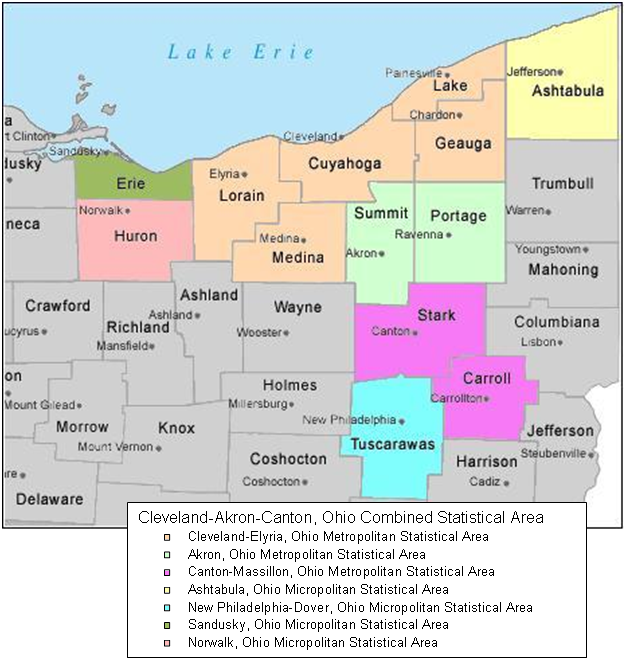
Metropolregion Cleveland nach verschiedenen Definitionen

Die Metropolregion Cleveland (Englisch: Cleveland metropolitan area), oder auch Greater Cleveland, ist eine Metropolregion in Ohio, deren Zentrum die Stadt Cleveland ist. Das United States Office of Management and Budget bezeichnet das Gebiet als Cleveland, OH Metropolitan Statistical Area (MSA) und definiert es als die fünf Counties Cuyahoga, Geauga County, Lake, Lorain und Medina. Andere Definitionen der Metropolregion, schließen noch weitere Counties in Ohio ein.
Bei der Volkszählung im Jahr 2020 zählte die MSA Cleveland 2.088.251 Einwohner und war damit die 27. größte Metropolregion in den USA und die größte in Ohio, gemessen an der Bevölkerungszahl. Sie hat eine Fläche von 13.683 km². Die größere Cleveland–Akron–Canton Combined Statistical Area (CSA) hatte zum selben Zeitpunkt 3,6 Millionen Einwohner.

## Zusammensetzung

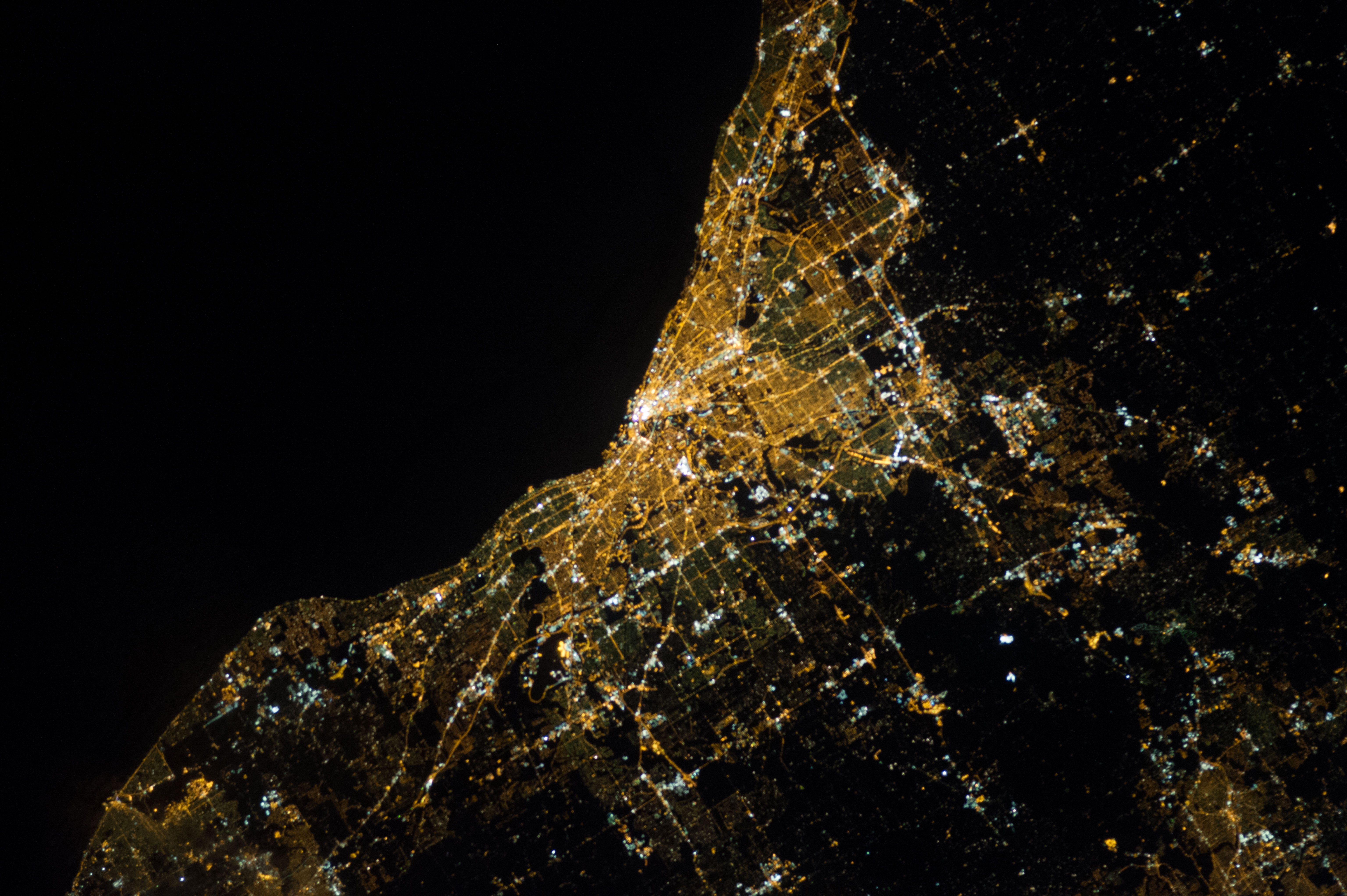
Satellitenbild der Metropolregion Cleveland bei Nacht, aufgenommen von der ISS aus

### Counties
- Cuyahoga County
- Geauga County
- Lake County
- Lorain County
- Medina County

### Orte
- Cleveland
- Parma
- Lorain
- Elyria
- Lakewood
- Euclid
- Mentor
- Cleveland Heights
- North Ridgeville
- Westlake
- North Olmsted
- North Royalton

## Bevölkerung
Die Einwohnerzahl stieg in der Region bis zu den 1970er Jahren und begann ab diesem Zeitpunkt zu stagnieren, was insbesondere mit Abwanderung  in Regionen mit besserer Wirtschaftsentwicklung zu begründen ist. 2020 waren 68,9 % der Bevölkerung Weiße, 19,6 % waren Schwarze, 2,6 % waren Asiaten, 0,2 % waren amerikanische Ureinwohner und 8,6 % gehörten mehreren oder anderen ethnischen Gruppen an. Insgesamt 6,4 % waren, unabhängig von der Ethnie, spanischer oder lateinamerikanischer Abstammung (Hispanics). Afroamerikaner sind die Mehrheit in der Kernstadt von Cleveland.
| Jahr | Einwohner¹ |
| ---- | ---------- |
| 1850 | 131.107    |
| 1900 | 552.359    |
| 1950 | 1.680.736  |
| 1960 | 2.126.983  |
| 1970 | 2.321.037  |
| 1980 | 2.173.734  |
| 1990 | 2.102.248  |
| 2000 | 2.148.143  |
| 2010 | 2.077.240  |
| 2020 | 2.088.251  |

¹ 1850–2020: Volkszählungsergebnisse

## Wirtschaft
Das Bruttoinlandsprodukt der Cleveland Metropolitan Area belief sich 2020 auf 133 Milliarden US-Dollar und sie gehörte damit zu den 30 größten städtischen Wirtschaftsräumen in den Vereinigten Staaten. Die Region ist Teil des Rust Belt und befindet sich im anhaltenden wirtschaftlichen Strukturwandel, weg von der Schwerindustrie hin zum Dienstleistungssektor. Bedeutende Unternehmen mit Sitz innerhalb der Metropolregion sind Progressive Corporation, Sherwin-Williams und Goodyear Tire & Rubber Company.